# Otto III. (Kärnten)

Wappen der Meinhardiner als Grafen von Görz

Wappen der Meinhardiner als Herzöge von Kärnten

Otto III. (* um 1265; † 25. Mai 1310) aus dem Geschlecht der Meinhardiner war Graf von Görz und Tirol und als Otto III. Herzog von Kärnten und Krain (1295–1310).

## Herkunft
Otto war der Sohn von Herzog Meinhard II. und von Elisabeth von Bayern. Er folgte seinem Vater nach dessen Tod im Jahre 1295 in seinen Ämtern nach, gemeinsam mit seinen Brüdern Albert, Ludwig und Heinrich.

## Herrschaft
Otto übernahm eine gut organisierte Landesherrschaft; sein Vater hatte mit der Förderung der Ministerialen und der Schaffung der Tiroler Raitbücher die Grundlage für eine effiziente Verwaltung gelegt. Otto einigte sich zunächst mit dem Bischof von Brixen über die Grenze der Territorien Tirols und des Bistums, die fortan an der Mündung des Avisio in die Etsch, nördlich von Trient, festgesetzt wurde. Ottos Brüder wurden Vögte der Trienter Bischöfe. Zwar erlangte Otto durch König Albrecht I. einige Tiroler Zollrechte, doch belastete die verschwenderische Hofhaltung Ottos den Haushalt stark. Unter Ottos herrschaftspolitischen Maßnahmen ragen der Ausbau und die Befestigung des Marktes Gries (1305) gegen den noch bischöflich dominierten Zentralort Bozen hervor.

## Siegel
Herzog Ottos Siegel zeigt einen nach rechts sprengenden Reiter mit eingelegter Lanze (mit dem rechtsblickenden Tiroler Adler auf Rennfähnlein) und dem Schild (geteilt, Kärntner Wappen, rechts drei gewaffnete Löwen übereinander, links ein Balken); die zweizeilige Umschrift zwischen Stableisten lautet: OTTO DEI GRACIA DUX KARINTHIE TIROLIS ET GORICIE COMES AQUILEGENSIS / TRIDENTINE BRISINENSIS ECLESIARU(m) ADUOCATUS; die Buchstaben weisen unziale Formen auf.

## Familie
1297 heiratete Otto Herzogin Euphemia (1281–1347), Tochter Herzogs Heinrich V. von Schlesien. Mit ihr hatte er vier Töchter:
- Anna, * 1300, die den Pfalzgrafen Rudolf II. heiratete;
- Elisabeth, später Ehefrau von König Peter II. von Sizilien;
- Ursula und
- Euphemia.

Da Otto ohne Söhne verstarb, trat 1310 sein jüngerer Bruder Heinrich von Kärnten die Nachfolge an; die Brüder Albert und Ludwig waren bereits 1292 bzw. 1305 verstorben.